# Palazzo Chauvet
Il Palazzo Chauvet è un palazzo eclettico situato in via dei Due Macelli, nel rione Colonna di Roma.

## Storia
Il palazzo fu costruito nel 1886-1887 dall'architetto romano Giulio De Angelis nel contesto della modernizzazione dell'architettura della nuova capitale nazionale. L'edificio è considerato espressione dell'architettura del ferro e una delle prime manifestazioni del Razionalismo. Il palazzo si trova in via dei Due Macelli, prolungamento di via del Babuino dopo piazza di Spagna, dal numero civico 2 al 12, all'angolo con via del Tritone. L'edificio adotta al piano terra delle originali colonne metalliche. Originale è anche il portale di ingresso, ornato da sculture allegoriche. Le grandi vetrate dei negozi al piano terra costituiscono anch'esse una innovazione per l'epoca.
L'edificio ospitò la rivista Cronaca Bizantina, fondata dall'editore Angelo Sommaruga, artefice del rilancio dell'interesse per la letteratura italiana di fine XIX secolo. Qui collaborarono nomi come Giosuè Carducci, Luigi Capuana, Edmondo De Amicis, Giovanni Verga, Cesare Pascarella, Giovanni Pascoli e tanti altri. Il titolo della pubblicazione rivelava anche il taglio della rivista, che era di orientamento conservatore e ostile alla classe dirigente della nuova capitale del Regno d'Italia. Il palazzo ospitò anche la Domenica Letteraria, voluta da Ferdinando Martini. 
Nella facciata del palazzo compare due volte la scritta "Il Popolo Romano", giornale che qui ebbe sede per diversi decenni e che fu diretto alla fine del 1918 dal giornalista Costanzo Chauvet (da cui prese nome l'edificio).